# ドレア・ド・マッテオ
ドレア・ド・マッテオ（Drea de Matteo、1972年1月19日 ）は、アメリカ合衆国の女優である。
2004年、テレビドラマ『ザ・ソプラノズ 哀愁のマフィア』でエミー賞助演女優賞を受賞した。

## 経歴
アベル・フェラーラ監督『'R Xmas』に主演したのち、ジャン＝フランソワ・リシェ監督『アサルト13 要塞警察』、ゾエ・カサヴェテス監督『ブロークン・イングリッシュ』に出演したほか、『ニューヨーク、アイラブユー』ではアレン・ヒューズ監督の短編でブラッドリー・クーパーと共演する。

## フィルモグラフィー

### 映画
- クライム・クリスマス 〜ニューヨークの白い粉〜（2001年）
- ソードフィッシュ（2001年）
- デュースワイルド（2002年）
- プレイ・フォー・ラケンロゥル（2003年）
- アサルト13 要塞警察（2005年）
- Walker Payne（2006年）
- ブロークン・イングリッシュ（2007年）
- Lake City（2008年）
- ニューヨーク、アイラブユー（2009年）
- Free Ride（2013年）
- ダーク・プレイス（2015年）

### テレビ
- ザ・ソプラノズ 哀愁のマフィア（1999年 - 2006年）
- ジョーイ（2004年）
- サンズ・オブ・アナーキー（2008年 - 2014年）
- デスパレートな妻たち（2009年 - 2010年）
- LAW & ORDER:性犯罪特捜班（2011年）
- エージェント・オブ・シールド（2015年）
- シェイズ・オブ・ブルー ブルックリン警察（2016年 - ）